# Osiedle Orle (Jelenia Góra)
Osiedle Orle – osiedle w Jeleniej Górze, to zachodnia część dzielnicy Cieplice Śląskie-Zdrój. Osiedle obejmuje ulice: Orlą, Wita Stwosza, Fałata oraz odcinki ulic Macieja Rataja i Cieplickiej. Do osiedla dojeżdżają linie autobusowe nr: 2, 7, 9, 15, 17, 21, 22, 24, N1, N2 MZK Jelenia Góra.
Na tym osiedlu znajduje się przystanek kolejowy Jelenia Góra Orle.